# Фон Вангейнхайм, Крис
Кристоф фон Вангенхайм (нем. Chris von Wangenheim; 21 февраля 1942 — 9 марта 1981) — немецкий модный фотограф 1960-х — начала 1980-х.

## Биография
Вангенхайм родился в Берлине во время Второй мировой войны. Сын Конрада фон Вангенхайма, аристократа, олимпийского чемпиона и офицера немецкой армии. В 1944 году во время службы на Восточном фронте его отец попал в плен и содержался в лагере для военнопленных, расположенном в Советском Союзе. Он оставался в заключении почти десять лет и был найден повешенным за несколько дней до его предполагаемого освобождения.
После изучения архитектуры в течение некоторого времени Кристоф решил превратить свой интерес к фотографии профессией. В 1965 году он переехал в Нью-Йорк, где работал помощником фотографов Дэвида Торпа и Джеймса Мура до 1967 года. В следующем году он основал собственную студию и начал работать в американском издании Harper's Bazaar и в итальянском отделении двумя годами позднее .
Американский Vogue стал его основным местом работы в 1972 году, но он также работал в немецких, французских и итальянских изданиях, а также в журналах Esquire, Playboy, Interview и Viva. Вангенхайм также хорошо известен своими рекламными фотосессиями для модных домов.
Особую известность ему принесло сотрудничество с супермоделью Джиа Каранджи. Она стала одной из любимых моделей Вангенхайма и сотрудничала с ним на протяжении всей своей карьеры. В фильме Майкла Кристофера «Джиа» роль Вангенхайма исполнил актёр Александр Энберг.
9 марта 1981 года Вангенхайм погиб в автокатастрофе во время отпуска в Сен-Мартене. На момент смерти он разводился с бывшей моделью Реджин Джаффри, с которой у него был ребёнок.
15 сентября 2015 года издательство «Риццоли» опубликовало книгу о творчестве и жизни Вангенхайма авторства Роджера Падилхи и Маурисио Падильи под названием «Блеск: Работа Криса фон Вангенхайма» с предисловием фотографа Стивена Кляйна.